# 몬지노 심장학 센터
구어적으로 "몬지노"(이탈리아어: il Monzino)로 알려진 IRCCS 몬지노 심장학 센터(이탈리아어: IRCCS Centro cardiologico Monzino)는 심혈관 질환 분야의 치료 및 연구에 전념하는 밀라노의 사립 병원이자 IRCCS이다.
2021년 뉴스위크(Newsweek) 매거진은 이 병원을 "2021년 세계 최고의 전문 병원들"(World's Best Specialized Hospitals 2021)로 선정했다. 이는 심장학 부문에서 이탈리아 1등의 병원이자 전문 병원 중 세계에서 22번째이다.

## 같이 보기
- 밀라노 대학교 국제 의과 대학